# Puchowiec

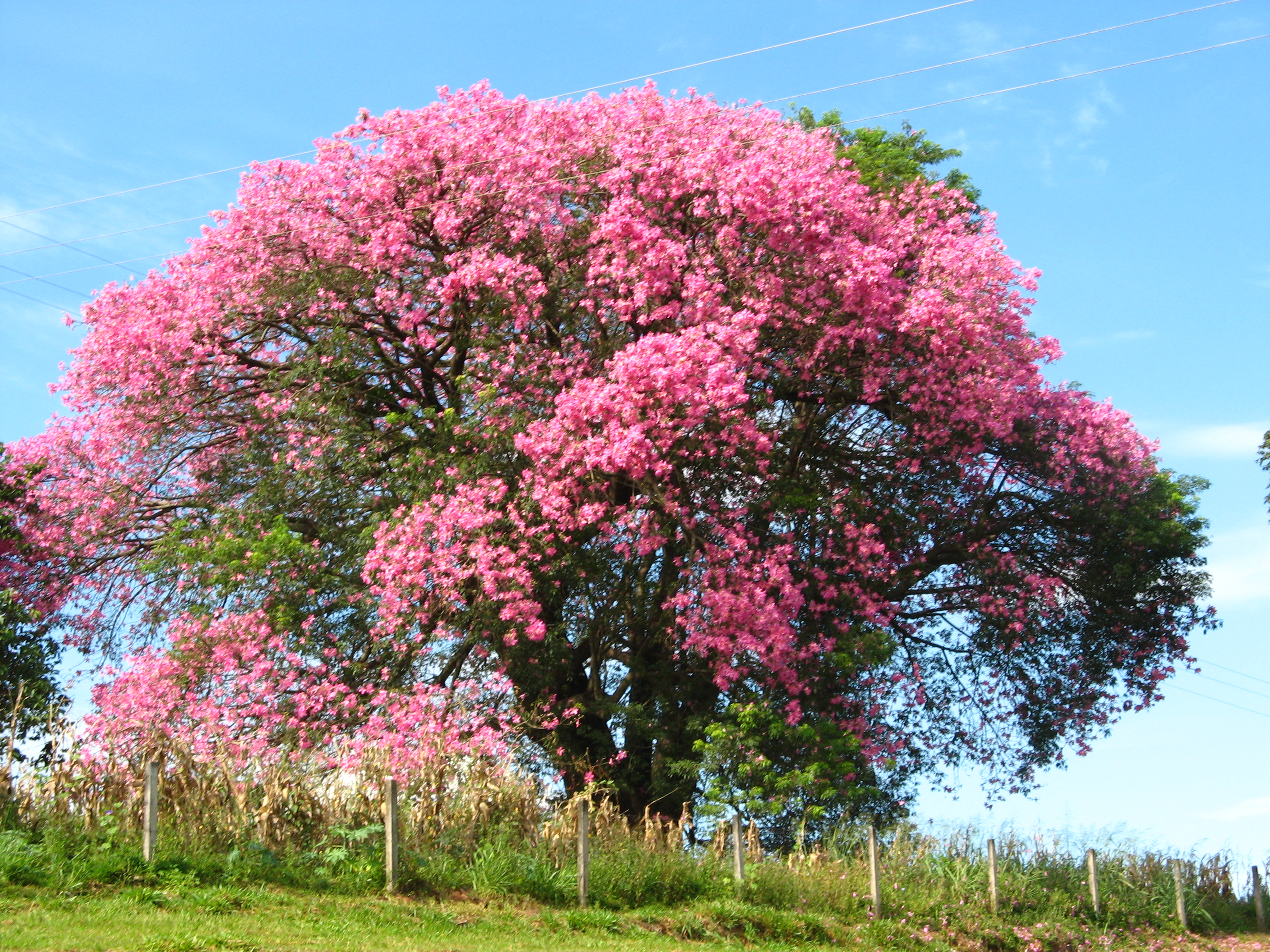
Kwitnący puchowiec Ceiba speciosa

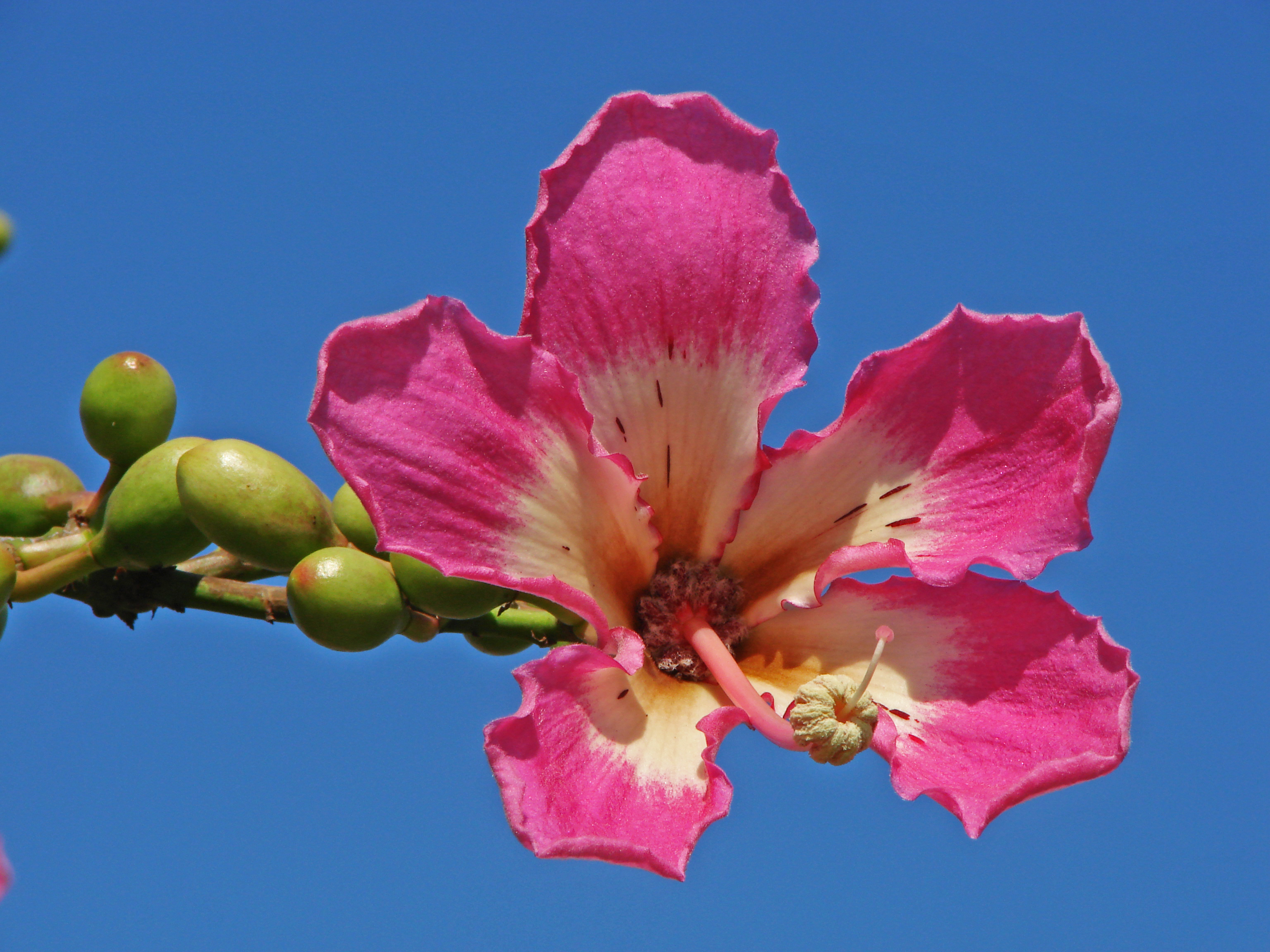
Kwiat Ceiba speciosa

Puchowiec (Ceiba P. Miller) – rodzaj roślin tropikalnych z rodziny ślazowatych i podrodziny wełniakowych. Według The Plant List w obrębie tego rodzaju znajduje się co najmniej 21 gatunków o nazwach zweryfikowanych i zaakceptowanych, podczas gdy kolejne 3 taksony mają status gatunków niepewnych (niezweryfikowanych). Rodzimym obszarem ich występowania są tropikalne rejony Azji, Afryki i Ameryki. Gatunkiem typowym jest C. pentandra (L.) J. Gaertner.

## Morfologia
Drzewa zrzucające w porze suchej liście o pniach kolczastych i zgrubiałych u podstawy. Liście duże, dłoniasto złożone. Kwiaty dość duże, 5-płatkowe. Owoce duże, kuliste lub wydłużone, o nasionach pokrytych niezwilżalnymi przez wodę włoskami (kapok).

## Systematyka
SynonimyCampylanthera  Schott & Endl., Erione Schott & Endl., Gossampinus Schott & Endl.
Pozycja systematyczna według APweb (aktualizowany system APG III z 2009)Rodzaj z podrodziny wełniakowych Bombacoideae w obrębie ślazowatych Malvaceae, wchodzących w skład ślazowców z kladu różowych.
Lista gatunków
| - Ceiba acuminata (S.Watson) Rose - Ceiba aesculifolia (Kunth) Britten & Baker f. – puchowiec kasztanowcolistny - Ceiba allenii Woodson - Ceiba boliviana Britten & Baker f. - Ceiba chodatii (Hassl.) Ravenna - Ceiba crispiflora (Kunth) Ravenna - Ceiba erianthos (Cav.) K.Schum. - Ceiba glaziovii (Kuntze) K.Schum. - Ceiba insignis (Kunth) P.E.Gibbs & Semir - Ceiba jasminodora (A.St.Hil.) K.Schum. - Ceiba lupuna P.E.Gibbs & Semir | - Ceiba pentandra (L.) Gaertn. – puchowiec pięciopręcikowy - Ceiba pubiflora (A.St.-Hil.) K.Schum. - Ceiba rubriflora Carv.-Sobr. & L.P.Queiroz - Ceiba salmonea (Ulbr.) Bakh. - Ceiba samauma (Mart. & Zucc.) K.Schum. - Ceiba schottii Britten & Baker f. - Ceiba soluta (Donn.Sm.) Ravenna - Ceiba speciosa (A.St.-Hil.) Ravenna – puchowiec wspaniały - Ceiba trischistandra (A.Gray) Bakh. - Ceiba ventricosa (Nees & Mart.) Ravenna |

## Znaczenie kulturowe
- W kulturach przedkolumbijskich ludów Mezoameryki, zwłaszcza Majów, a także na Karaibach, puchowce (w języku Majów: Yaaxché) były uważane za święte drzewo[8], będące łącznikiem między trzema sferami wszechświata: światem podziemnym, zwanym przez Majów Xibalba, światem ziemskim, oraz światem niebios. Dodatkowo gałęzie symbolizowały kierunki świata, którym były przypisane różne bóstwa, zwłaszcza wiatru i deszczu[9]. Ze względu na swoje znaczenie, Majowie sadzili ceiby na głównym placu swoich miast. Zachowały się one m.in. w Tikál.

- Współcześnie puchowce cieszą się kultem w afrokubańskiej religii Jorubów. W roku 2008 kubańscy wyznawcy religii santeria zasadzili puchowca z okazji 82. urodzin Fidela Castro[10].

## Zastosowanie
Dawniej rośliny te były używane do wytwarzania kapoku, który wykorzystywano jako materiał izolacyjny i do wypychania. Obecnie często są uprawiane dla pozyskania drewna i włókna.